# Championnat d'Égypte de football 1979-1980
Navigation
Saison précédente Saison suivante
La saison 1979-1980 du Championnat d'Égypte de football est la 24e édition du championnat de première division égyptien. Seize clubs égyptiens prennent part au championnat organisé par la fédération. Les équipes sont regroupées au sein d'une poule unique où elles rencontrent leurs adversaires deux fois, à domicile et à l'extérieur. À l'issue du championnat, pour faire passer le championnat de 16 à 14 clubs, les quatre derniers du classement sont relégués et remplacés par les deux meilleures équipes de D2.
C'est le club d'Al Ahly SC, tenant du titre, qui remporte à nouveau la compétition, après avoir terminé en tête du classement final, avec quatre points d'avance sur le Zamalek SC et seize sur l'Al-Masry Club. C'est le 16e titre de champion d'Égypte de l'histoire du club.

## Les clubs participants
| - Al Ahly SC - Tersana SC - Zamalek SC - Ittihad Alexandrie - Ismaily SC - Suez El-Riyadi - Al Koroum - Promu de D2 - Factory 36 - Promu de D2 | - Ala'ab Damanhour - Esco - Promu de D2 - Al Olympi - Al-Moqaouloun - Tanta FC - Promu de D2 - Al-Masry Club - Al Mansourah Sporting Club - Ghazl El Mahallah |

## Compétition

### Classement
Le classement est établi sur le barème de points classique (victoire à 2 points, match nul à 1, défaite à 0).
| Rang | Équipe                     | Pts | J  | G  | N  | P  | Bp | Bc | Diff |
| ---- | -------------------------- | --- | -- | -- | -- | -- | -- | -- | ---- |
| 1    | Al Ahly SC T               | 50  | 30 | 23 | 4  | 3  | 50 | 15 | +35  |
| 2    | Zamalek SC                 | 46  | 30 | 19 | 8  | 3  | 44 | 12 | +32  |
| 3    | Al-Masry Club              | 34  | 30 | 12 | 10 | 8  | 27 | 23 | +4   |
| 4    | Al Olympi                  | 33  | 30 | 10 | 13 | 7  | 24 | 19 | +5   |
| 5    | Ghazl El Mahallah          | 33  | 30 | 11 | 11 | 8  | 26 | 24 | +2   |
| 6    | Al-Moqaouloun              | 31  | 30 | 12 | 7  | 11 | 32 | 25 | +7   |
| 7    | Ittihad Alexandrie         | 31  | 30 | 9  | 13 | 8  | 22 | 24 | -2   |
| 8    | Al Koroum P                | 31  | 30 | 9  | 13 | 8  | 21 | 23 | -2   |
| 9    | Al Mansourah Sporting Club | 30  | 30 | 11 | 8  | 11 | 25 | 22 | +3   |
| 10   | Ismaily SC                 | 30  | 30 | 10 | 10 | 10 | 34 | 36 | -2   |
| 11   | Tersana SC                 | 27  | 30 | 10 | 7  | 13 | 17 | 25 | -8   |
| 12   | Esco P                     | 25  | 30 | 9  | 7  | 14 | 26 | 40 | -14  |
| 13   | Tanta FC P                 | 23  | 30 | 5  | 13 | 12 | 12 | 25 | -13  |
| 14   | Suez El-Riyadi             | 22  | 30 | 5  | 12 | 13 | 13 | 28 | -15  |
| 15   | Ala'ab Damanhour           | 19  | 30 | 6  | 7  | 17 | 16 | 29 | -13  |
| 16   | Factory 36 P               | 15  | 30 | 3  | 9  | 18 | 18 | 36 | -18  |

| Légende : Qualifications et relégations | Légende : Qualifications et relégations                        |
| --------------------------------------- | -------------------------------------------------------------- |
|                                         | Qualification pour la Coupe d'Afrique des clubs champions 1981 |
|                                         | Qualification pour la Coupe des Coupes 1981                    |
|                                         | Relégation directe en deuxième division                        |
|                                         | T : Tenant du titre P : Promu de D2                            |

## Bilan de la saison
| Championnat d'Égypte de football 1979-1980 |                        |
| Champion                                   | Al Ahly SC (16e titre) |
| Coupes et trophées                         |                        |
| Vainqueur de la Coupe d'Égypte 1979-1980   | Non disputée           |
| Qualifications continentales               |                        |
| Coupe d'Afrique des clubs champions 1981   | Al Ahly SC             |
| Coupe des Coupes 1981                      | Zamalek SC             |
| Promotions et relégations                  |                        |
| Promus en Egyptian Premier League          | Meniya Club            |
| Promus en Egyptian Premier League          | Al Sekka Al Hadid      |
| Relégués en Egyptian Second League         | Tanta FC               |
| Relégués en Egyptian Second League         | Suez El-Riyadi         |
| Relégués en Egyptian Second League         | Ala'ab Damanhour       |
| Relégués en Egyptian Second League         | Factory 36             |